# 16-та Чортківська бригада УГА
16 Чортківська бригада УГА — військова частина 5-го корпусу УГА.
Командир отаман І. Грабовецький. Штаб розташовувався у м. Чортків.
Створена у червні-липні 1919 року зі запасною частиною Чортківської окружної військової команди та новобранців Чортківського повіту; не сформована через наступ польських військ.
У боях участі не брала; після переходу за р. Збруч бригаду розформовано, її стрільці й старшини переведена до інших бригад.